# Notogomphus
Notogomphus é um género de libelinha da família Gomphidae.
Este género contém as seguintes espécies:
- Notogomphus anaci
- Notogomphus butoloensis
- Notogomphus cottarellii
- Notogomphus dendrohyrax
- Notogomphus dorsalis
- Notogomphus flavifrons
- Notogomphus kilimandjaricus
- Notogomphus lateralis
- Notogomphus lecythus
- Notogomphus leroyi
- Notogomphus lujai
- Notogomphus maathaiae
- Notogomphus maryae
- Notogomphus meruensis
- Notogomphus moorei
- Notogomphus praetorius
- Notogomphus ruppeli
- Notogomphus speciosus
- Notogomphus spinosus
- Notogomphus verschuereni
- Notogomphus zernyi